# Cornelis van Lelienbergh
Cornelis van Lelienbergh (1626 ca. – dopo il 1676) è stato un pittore olandese.

## Biografia

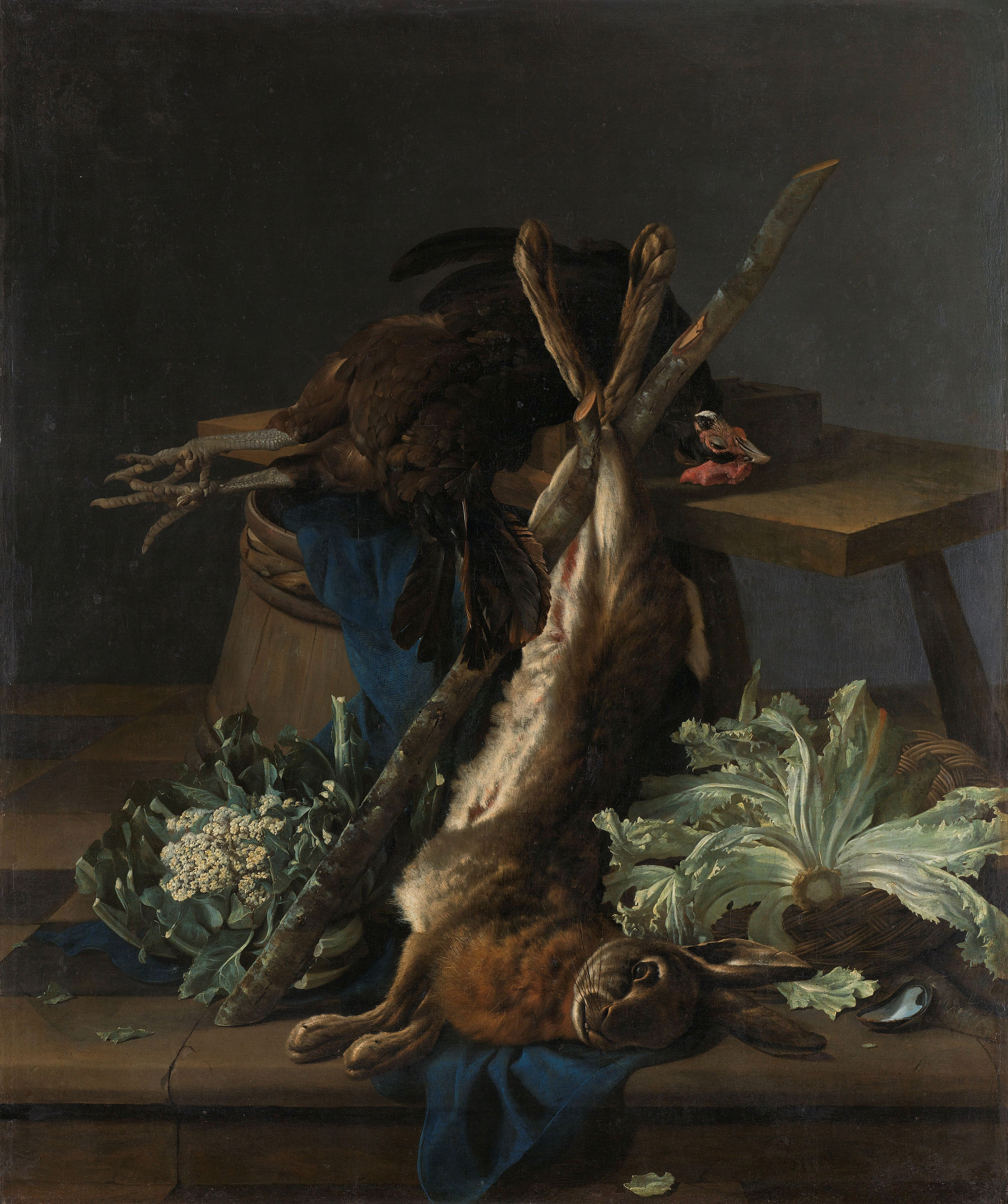
Natura morta con lepre e cacciagione, Rijksmuseum, Amsterdam

Poco si conosce di lui, se non che fu iscritto alla gilda dell'Aja nel 1646. Dipinse nature morte con uccelli vicine allo stile di Weenix. Opere come la Cacciagione, ora al Museo Boijmans Van Beuningen di Rotterdam, o gli Uccelli morti, ora al Rijksmuseum di Amsterdam, ne attestano il gusto per composizioni molto concertate e per cromie discrete.